# Seznam budov na Uhelném trhu

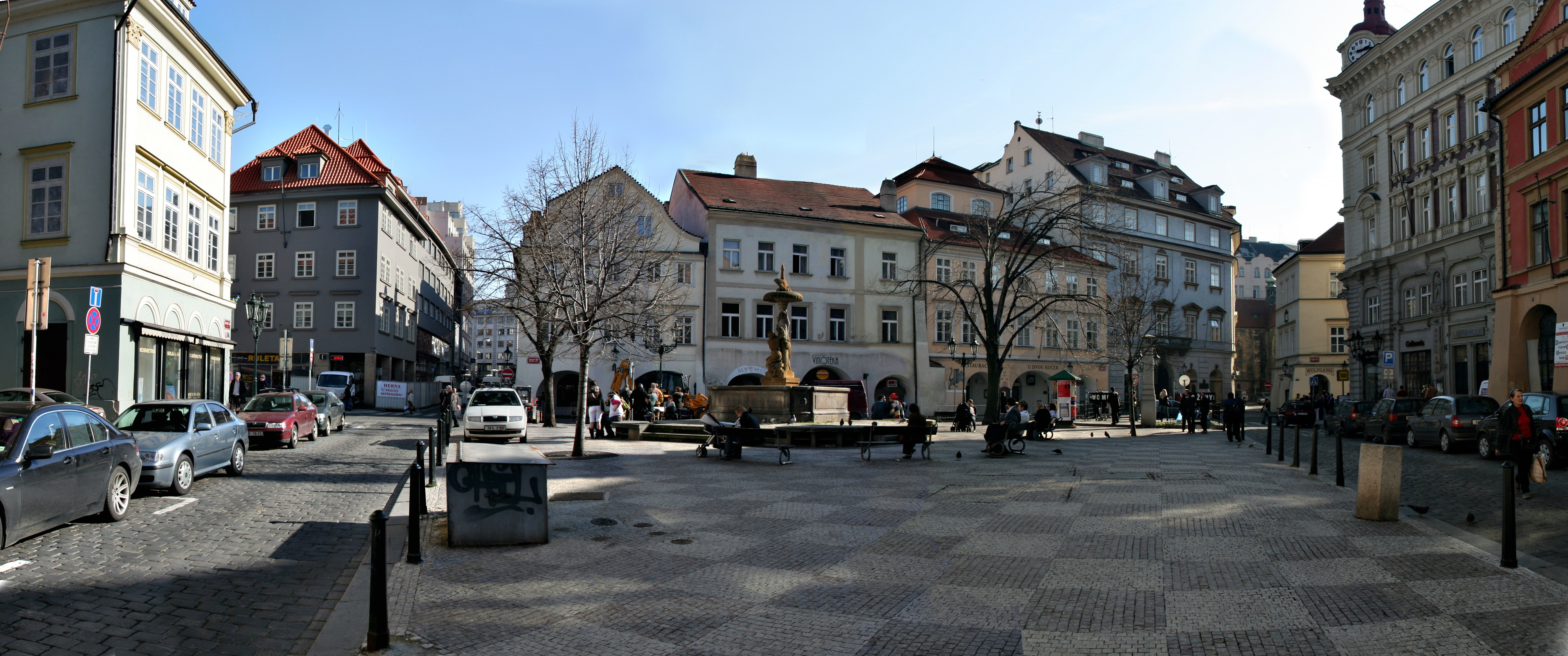
Náměstí Uhelný trh

Na Uhelném trhu, oblasti ve Starém městě asi 250 metrů jižně od Staroměstského náměstí, se nachází celkem 12 budov. Toto je jejich seznam.

## Umístění budov
Pro jednodušší popis lokace jednotlivých domů je Uhelný trh v tomto článku rozdělen na tři křídla, západní, východní a jižní. Budovy jsou uváděny v tomto pořadí po směru hodinových ručiček.

## Seznam
| Křídlo   | Budova                      | Další jména                                     | Obrázek | Číslo popisné |
| -------- | --------------------------- | ----------------------------------------------- | ------- | ------------- |
| západní  | dům U Tří zlatých lvů       | U Skořepů                                       |         | 420           |
| západní  | dům U Šturmů                | U Trubačů, U Zlaté révy, U Zlatého vinného keře |         | 423           |
| západní  | dům U Tří stupňů            | U Tří schůdků                                   |         | 424           |
| západní  | základní škola Brána jazyků |                                                 |         | 425           |
| západní  | dům U Červeného raka        | U Zlatého raka                                  |         | 429           |
| východní | dům U Isidorů               |                                                 |         | 512           |
| východní | dům U Ruky                  | U Patky                                         |         | 526           |
| východní | bezejmenný dům              |                                                 | 528     |               |
| jižní    | dům U Cibulků               | dům Maršíka koníře a jeho syn Mikuláše          |         | 413           |
| jižní    | dům U Tří per               | U Vlčího hrdla                                  |         | 414           |
| jižní    | dům U Trnků                 | U Dvou koček, U Ruky, Kropáčovský, Malý Platýz  |         | 415           |
| jižní    | palác Platýz                |                                                 |         | 416           |